# Kezelfort
Het Kezelfort op de Edelareberg in Edelare (Oudenaarde) is een verdedigingswerk dat deel uitmaakte van de Wellingtonbarrière.
De Wellingtonbarrière was een drievoudige verdedigingslinie van vestingen die na de val van Napoleon onder impuls van de Hertog van Wellington tussen 1815 en 1830 gebouwd werden in het zuiden van het Verenigd Koninkrijk der Nederlanden als versterking tegen Frankrijk.
Het Kezelfort is een vijfhoekig symmetrisch verdedigingssysteem met een volledig tegenmijnenstelsel (met 'afluistergangen' die vanuit het fort zijn gegraven). Na de oprichting van België in 1830 werden de militaire uitkijkposten afgebroken; het gangennetwerk is daarentegen bewaard gebleven. Op de fortsite staat ook het 19e-eeuwse lusthuis van de eigenaarsfamilie Thienpont in de vorm van een neogotische toren met belvedère. Bij de Duitse inval in 1940 vluchtte een deel van de Oudenaardse bevolking in de onderaardse gangen van het fort.
In 2022 werd er door Soroptimist-leden 2500 m² inheems bos aangeplant (zomereik, haagbeuk, winterlinde, lijsterbes, grauwe abeel); het bos wordt beheerd door Natuurpunt afdeling Maarkebeekvallei.

## Bescherming

### Bouwkundig relict
De site is vastgesteld als bouwkundig erfgoed op 14-09-2009.  Deze bescherming geldt zowel voor het fort als voor het lusthuis, de gietijzeren kiosk en het dienstgebouw.

### Natuur
Op 24 mei 2002 besliste de Vlaamse regering om het kezelfort op te nemen als speciaal beschermingsgebied voor vleermuizen in het Natura 2000 gebied 'Bossen van de Vlaamse Ardennen en andere Zuid-Vlaamse bossen'. .
Meer bepaald wordt er gewerkt op het behoud en versterken van de populatie van de: meervleermuis, franjestaart, gewone grootoorvleermuis en de ingekorven vleermuis.. 